# Allocapnia oribata
Allocapnia oribata är en bäcksländeart som beskrevs av Edward Bagnall Poulton och Stewart 1987. Allocapnia oribata ingår i släktet Allocapnia och familjen småbäcksländor. Inga underarter finns listade i Catalogue of Life.